# ウィスタブル・タウンFC
ウィスタブル・フットボールクラブ（Whitstable Town Football Club）はイングランド、サリー州、カンタベリー区内、ウィスタブルを本拠地とするサッカークラブチームである。2008-2009シーズンはイスミアンリーグ・ディヴィジョン1・サウス（8部相当）に所属。

## タイトル

### 国内タイトル
- 新ケントリーグ:1回

2006-2007
- ケント・アマチュアカップ:1回

1928-1929

### 国際タイトル
- なし